# Zonder titel (Nico Betjes)
Midden in het plantsoen van het Kleine Zonneplein, Amsterdam-Noord staat een titelloos artistiek kunstwerk van Nico Betjes op sokkel.
Betjes ontwikkelde gedurende zijn loopbaan een overgang van figuratieve naar abstracte werken. Daarbij koos hij ervoor ook titels weg te laten. Hij was mening dat als hij een beeld een titel zou geven, de toeschouwer direct zou controleren of hij dat er ook in zag. Dat geldt dus ook voor het werk dat in dit kleine plantsoentje staat. Iedereen moet zelf bepalen wat het wel of niet voorstelt en de plaats is ook zo gekozen, dat niet duidelijk is wat de voor-, zij- of achterkant is. Net als zijn beeld op het terrein van Tata Steel IJmuiden is het de bedoeling geweest om van welke kant men ook kijkt er steeds iets anders in te zien. Netjes liet alleen zien wat je kan bereiken als je (in dit geval) roestvast staal snijdt, vouwt, scheurt, deukt en last. Het bereikte resultaat was door die houding altijd deels het resultaat van mislukkingen. Het beeld bestaat uit een stalen grondplaat van waaruit twee platen langzaam naar elkaar buigen en ten slotte elk met eigen vorm verbinding hebben. Dat toeschouwers toch probeerden er wat in te ontdekken nam hij op de koop toe.